# 明日的田园城市
《明日的田园城市》（英語：Garden Cities of To-morrow）是英国城市规划师埃比尼泽·霍华德的一本书。该书于1898年出版时，名为《明日：一条通向真正改革的和平道路》（英語：To-morrow: A Peaceful Path to Real Reform）。1902年，它以《明日的田园城市》为题重印 。这本书引发了田园城市运动，且在城市设计领域占有重要地位。

## 背景
该书提出了一个没有貧民窟的城镇的愿景，享受城镇（如机会、娱乐和高工资）和乡村（如美景、新鲜空气和低租金 ）的好处。霍华德用他的“三磁铁”图说明了这个理念。他的想法是针对资本主义经济体系的背景而设想的，并力求平衡个人和社区的需求。
英国有两座城镇按田园城市的构想建成，分别为萊奇沃思和韋林花園市。虽然并没有完全达到理想水平，但它们提供了一个控制城市蔓延的模型。

## 1898年版的图表

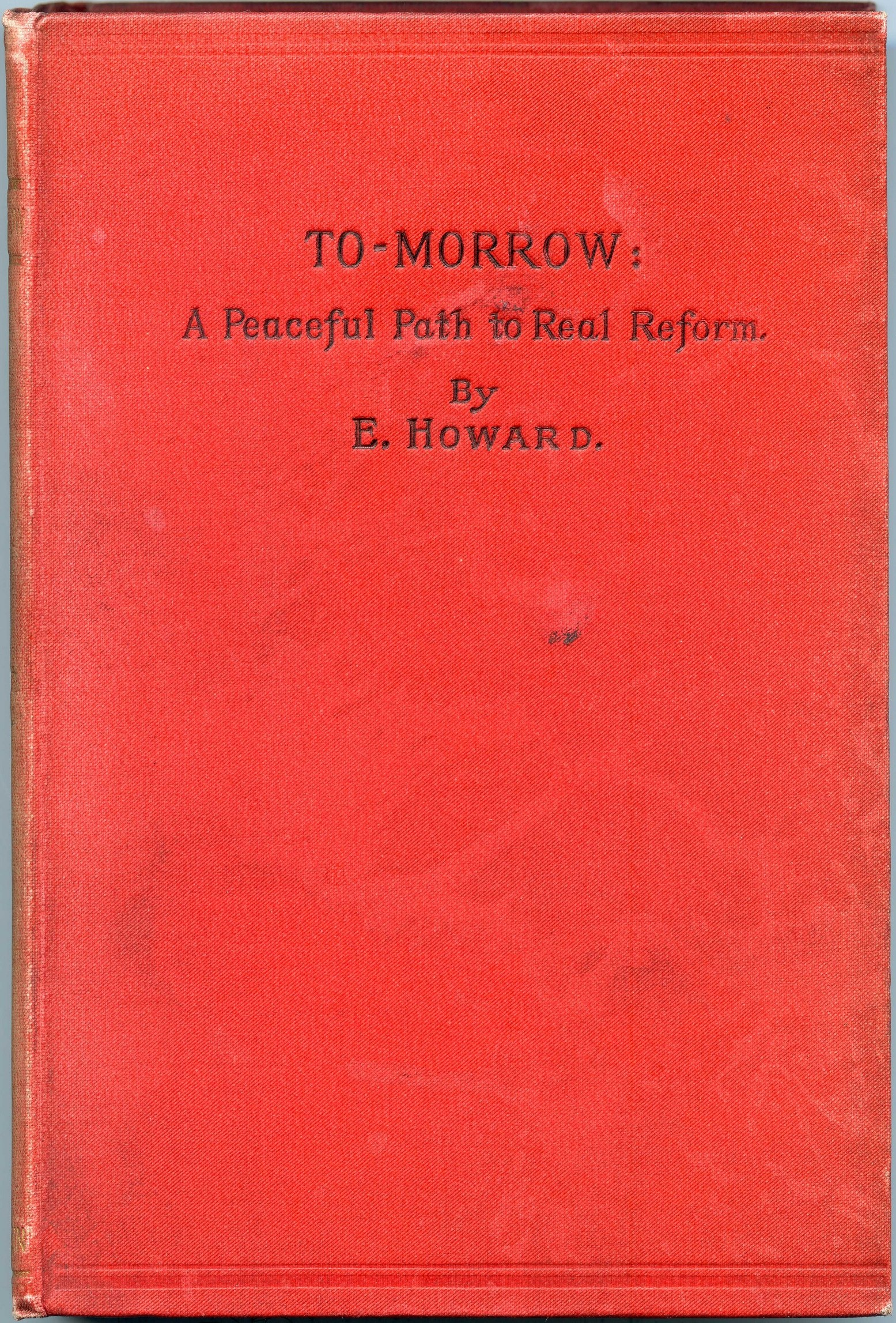
埃比尼泽·霍华德，明日：一条通向真正改革的和平道路
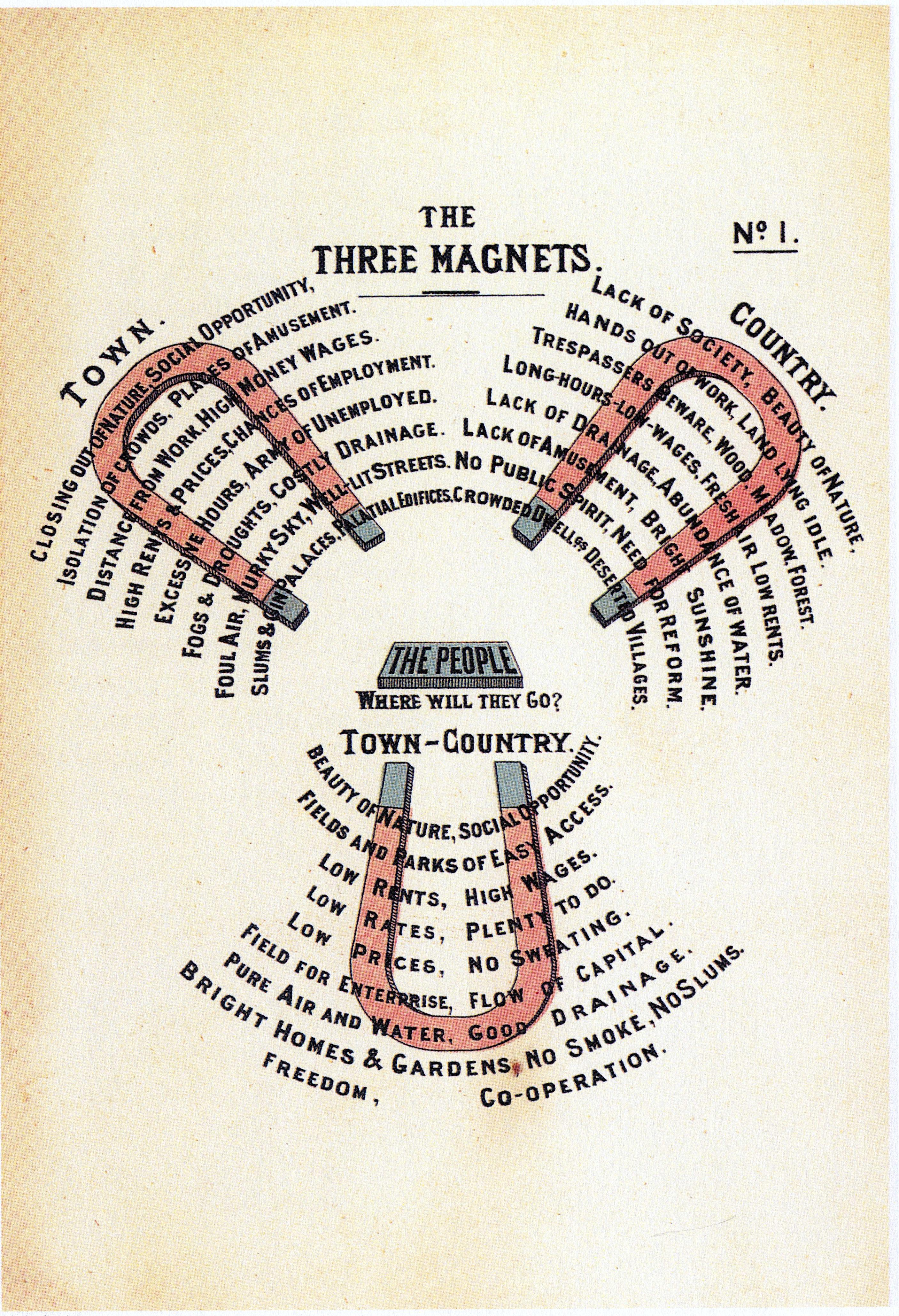
图1 三磁铁（埃比尼泽·霍华德，明日：一条通向真正改革的和平道路）
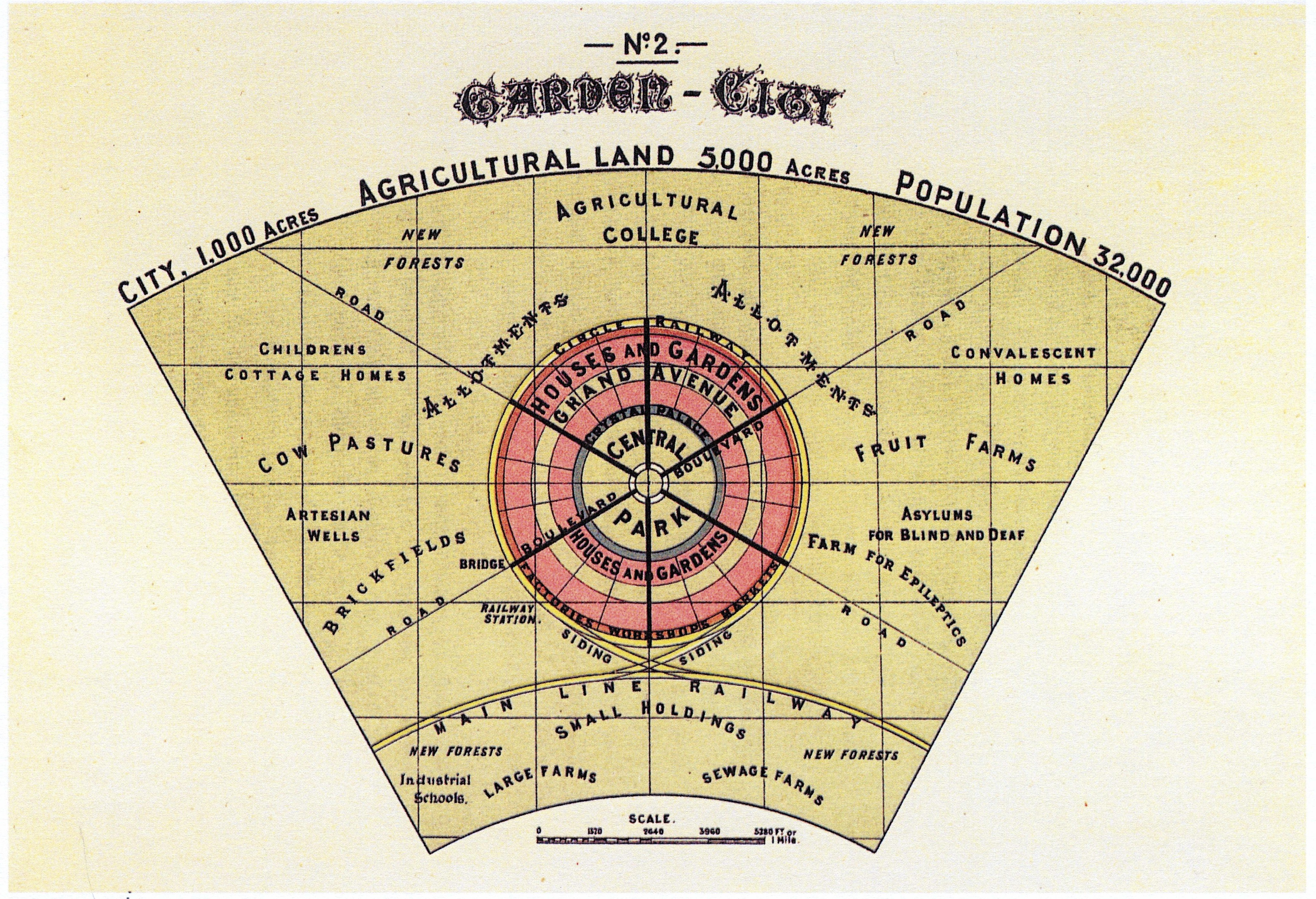
图2（埃比尼泽·霍华德，明日：一条通向真正改革的和平道路）
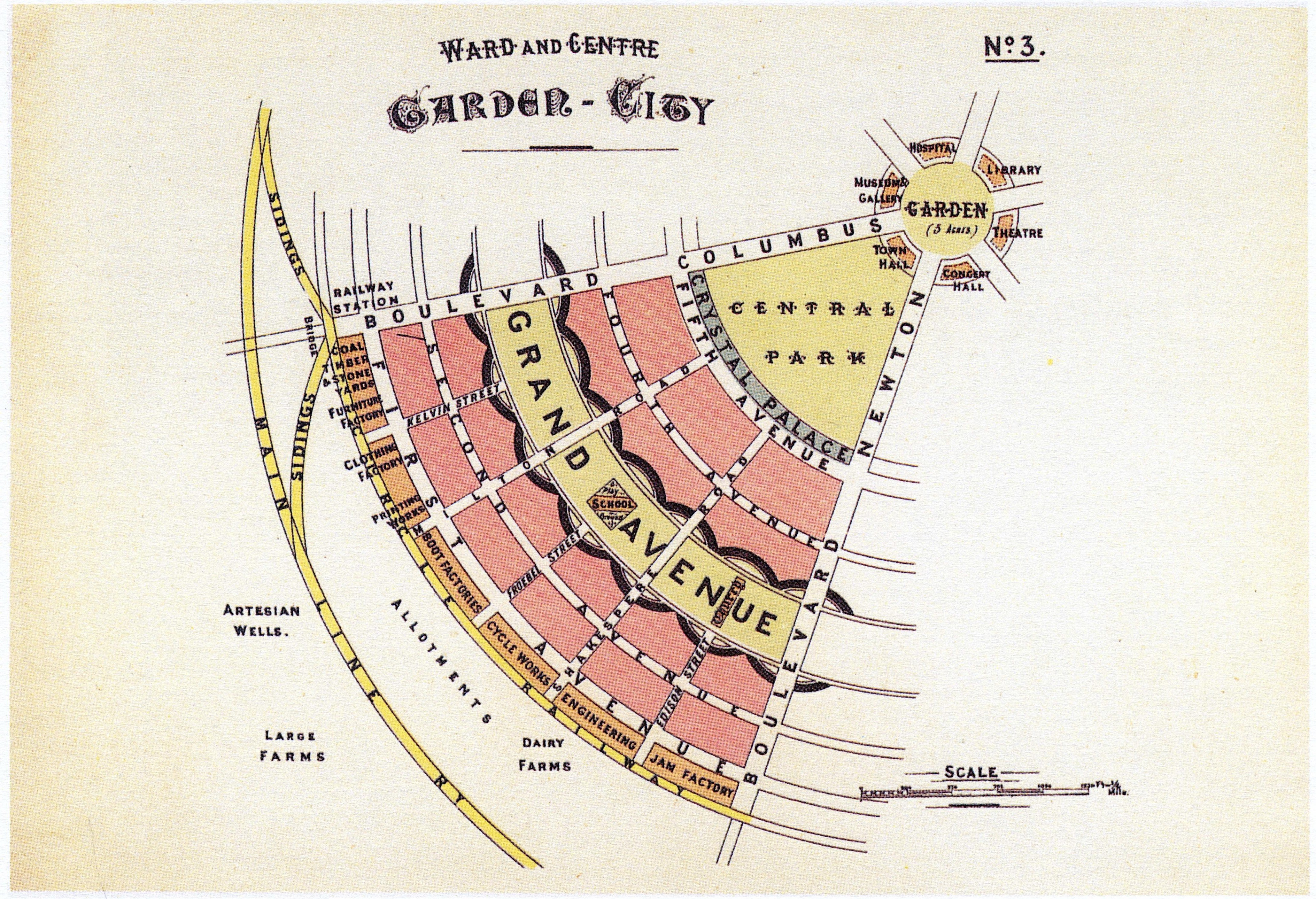
图3（埃比尼泽·霍华德，明日：一条通向真正改革的和平道路）
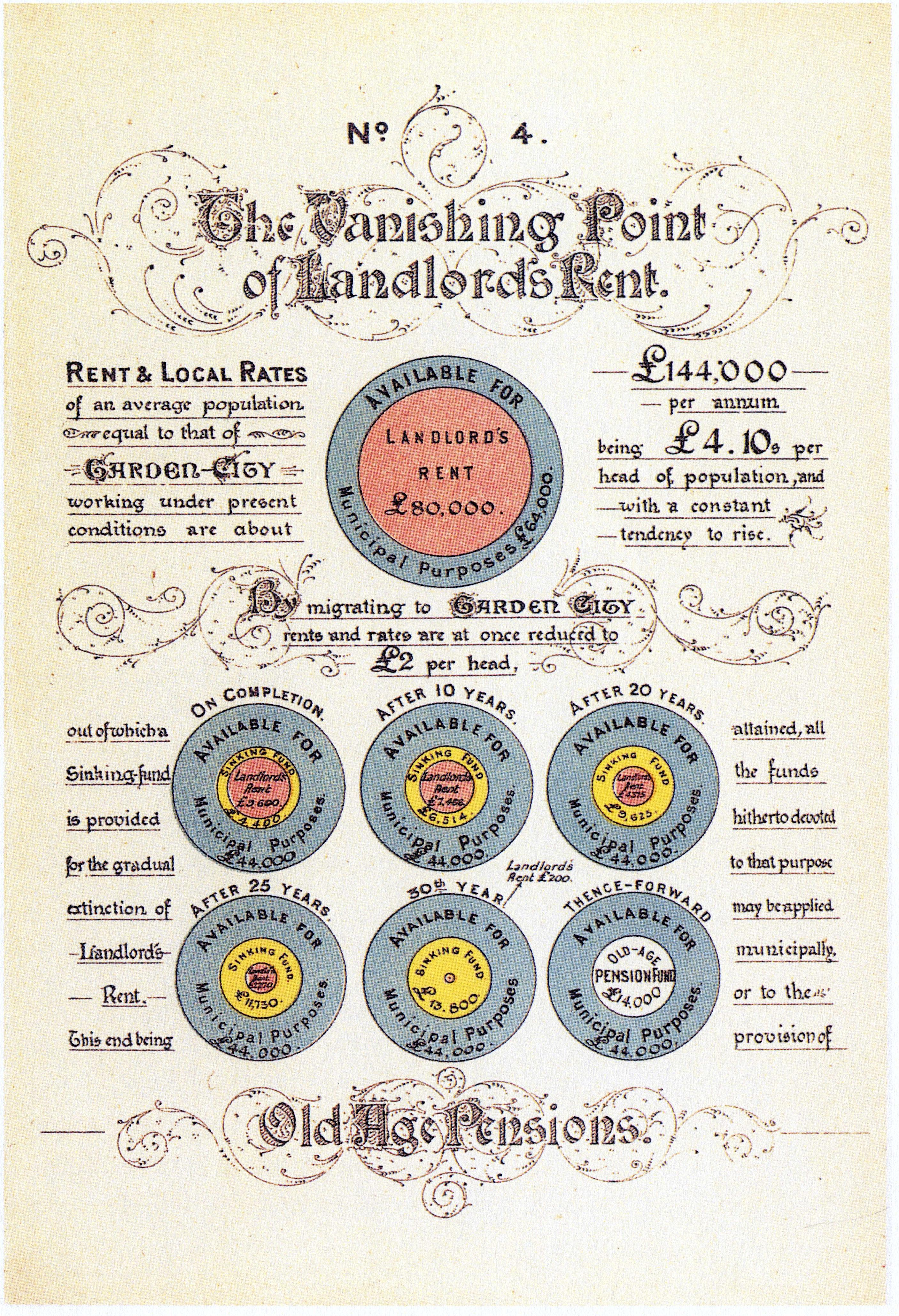
图4（埃比尼泽·霍华德，明日：一条通向真正改革的和平道路）
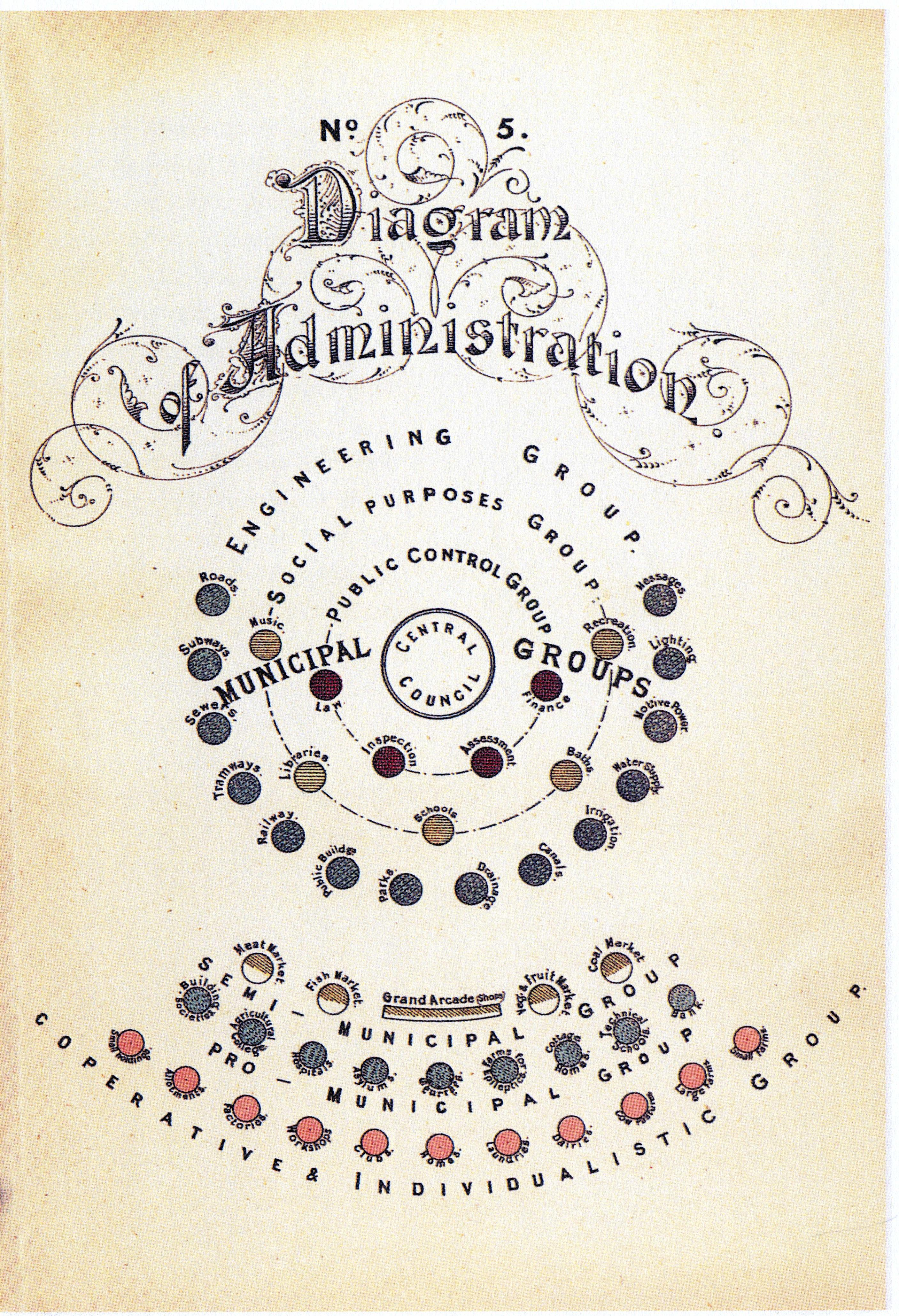
图5（埃比尼泽·霍华德，明日：一条通向真正改革的和平道路）
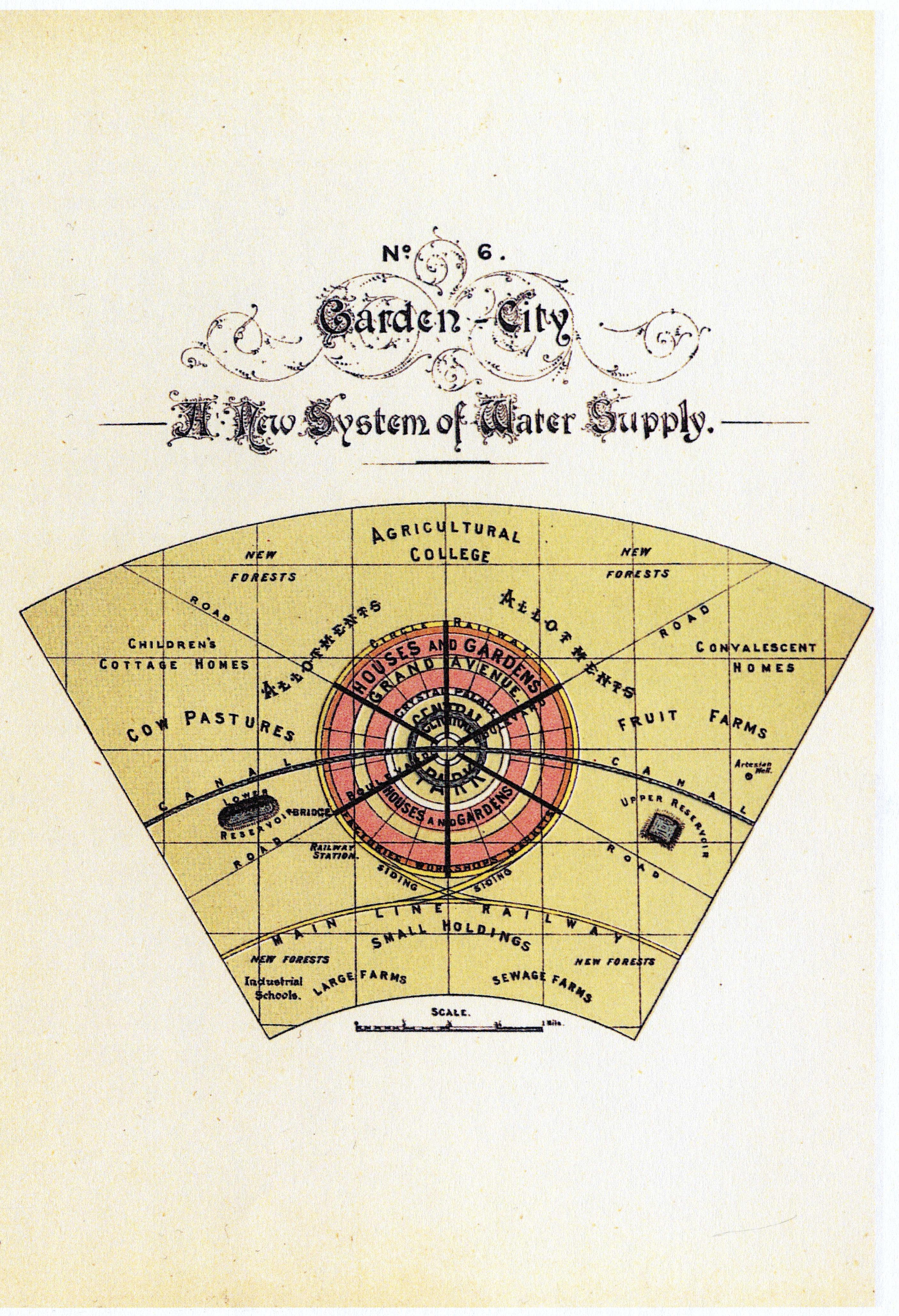
图6（埃比尼泽·霍华德，明日：一条通向真正改革的和平道路）
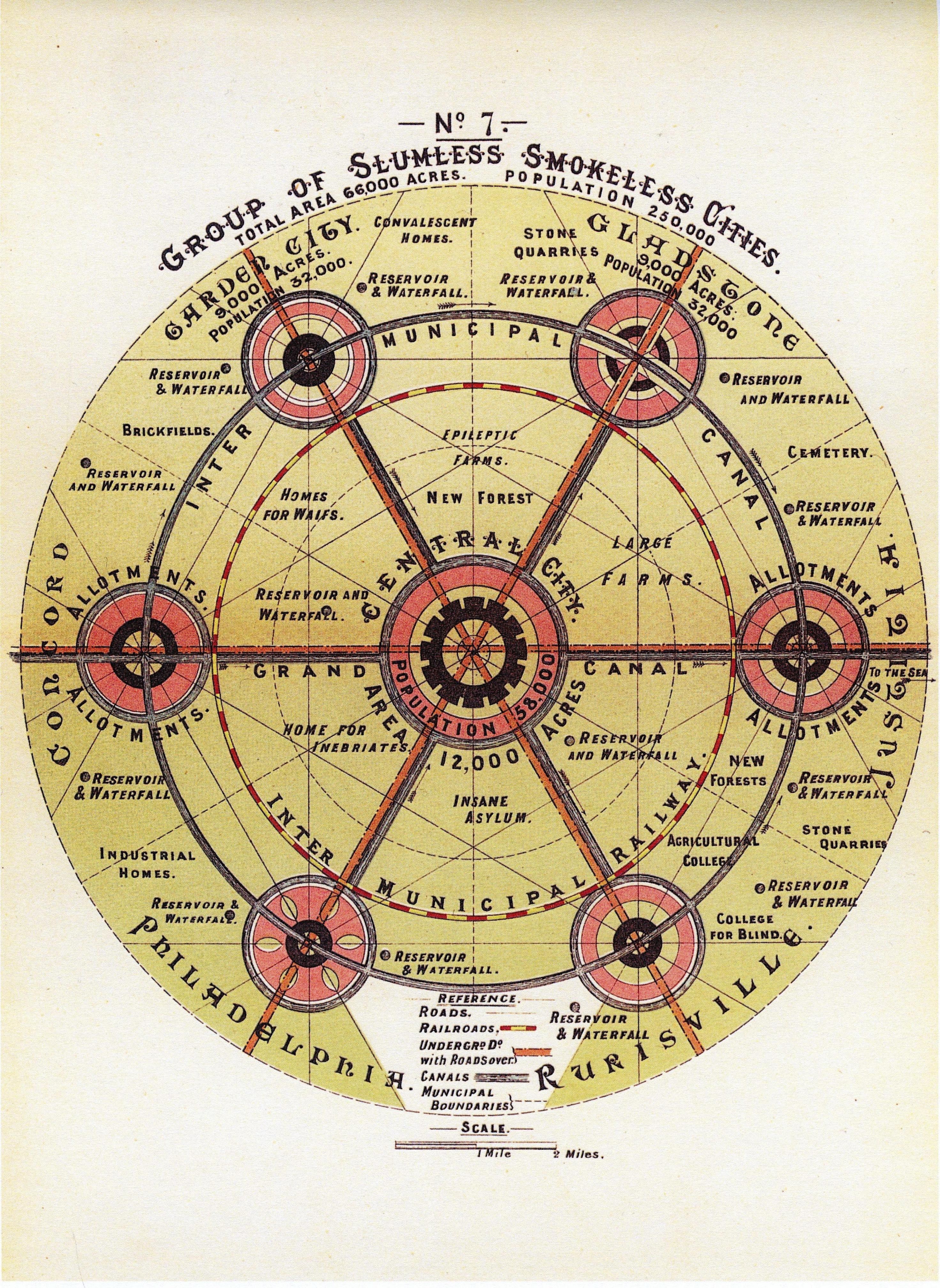
图7（埃比尼泽·霍华德，明日：一条通向真正改革的和平道路）

## 1902年版的图表

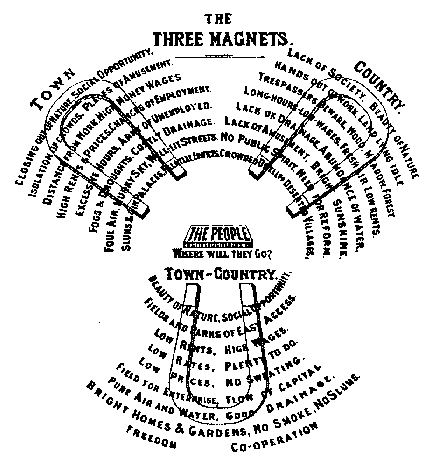
霍华德的“三磁铁”图回应了“人民何去何从？”的问题，选项包括“城镇”、“乡村”和“城镇-乡村”。

## 1922年版的图表

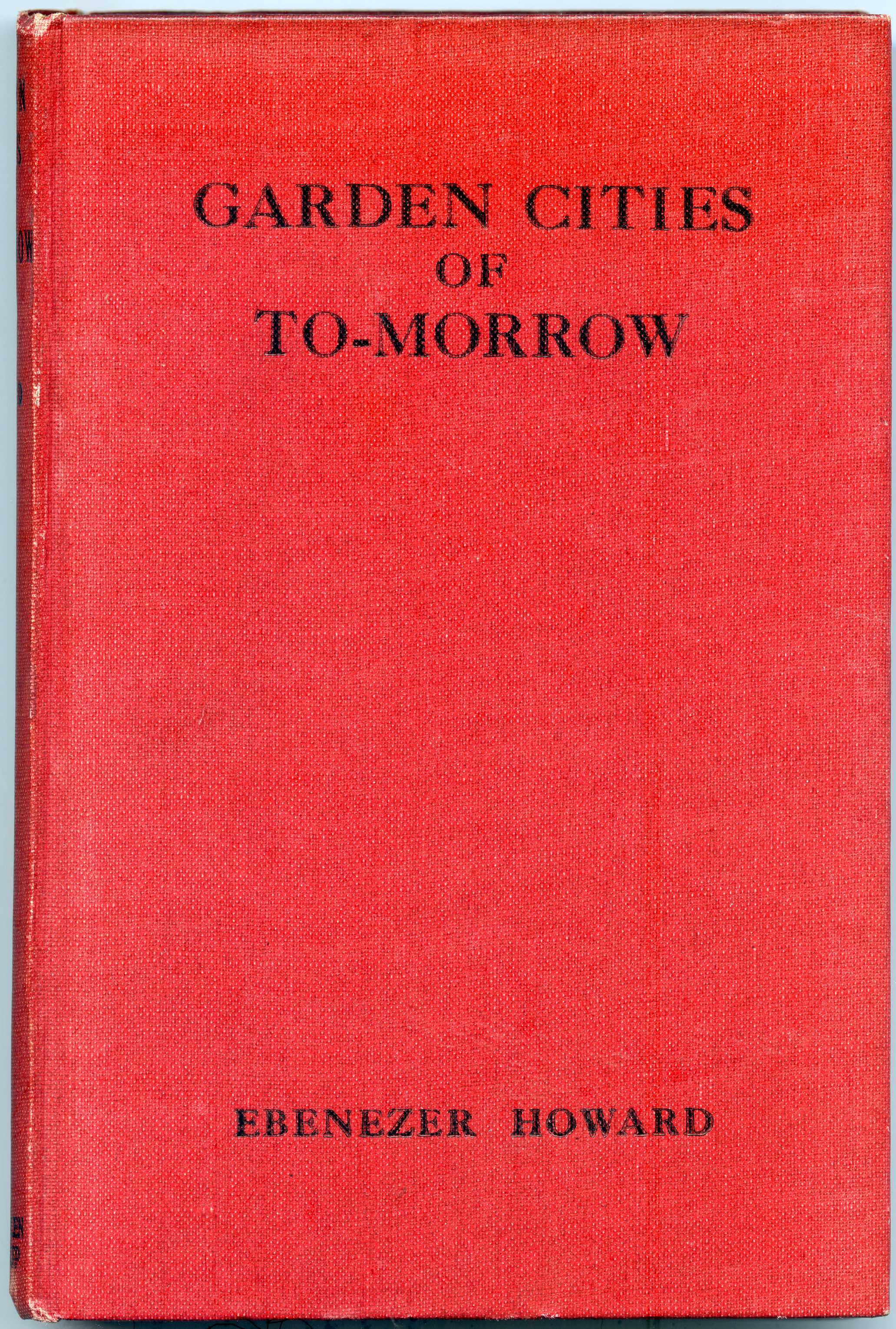
埃比尼泽·霍华德，明日的田园城市
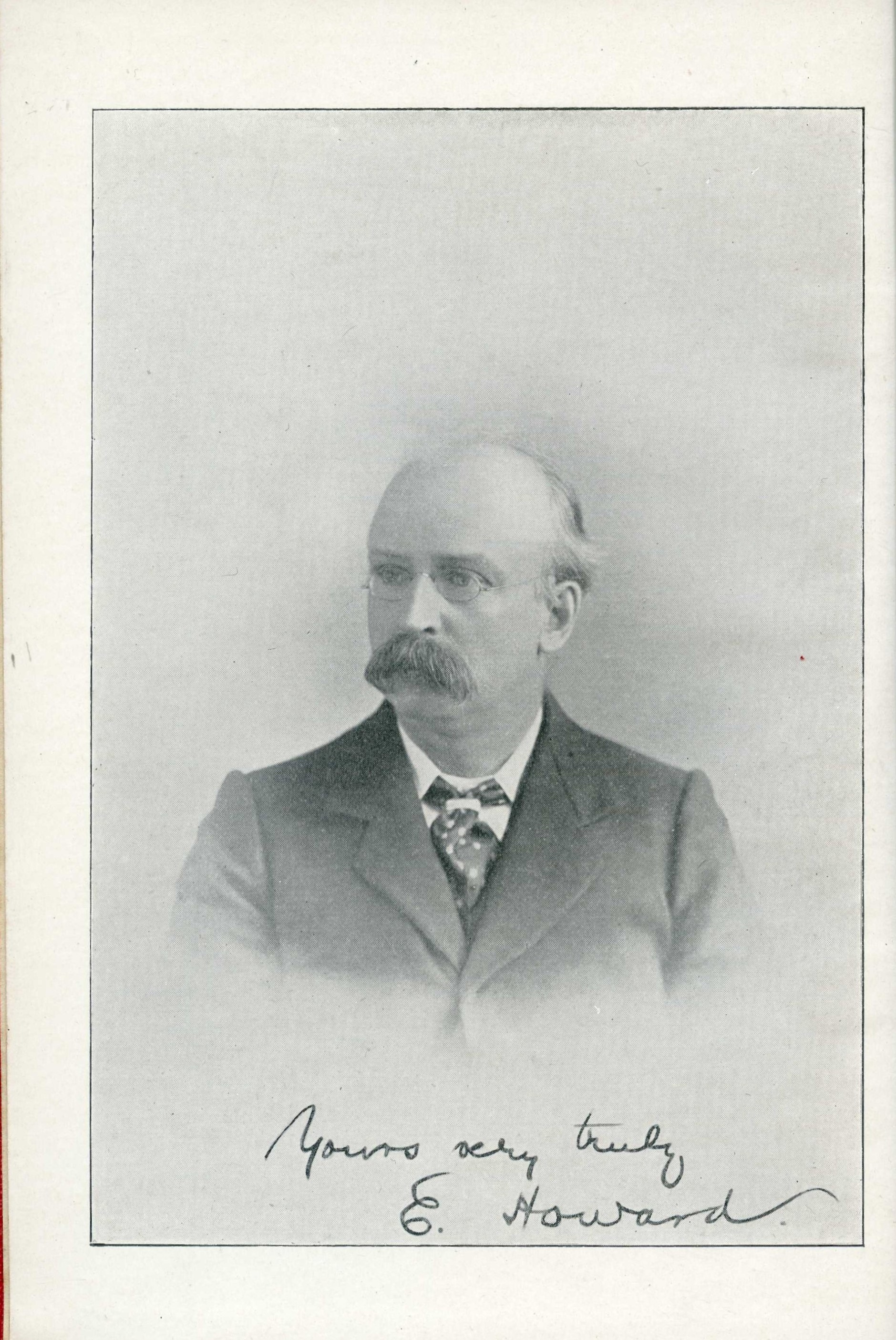
埃比尼泽·霍华德，明日的田园城市
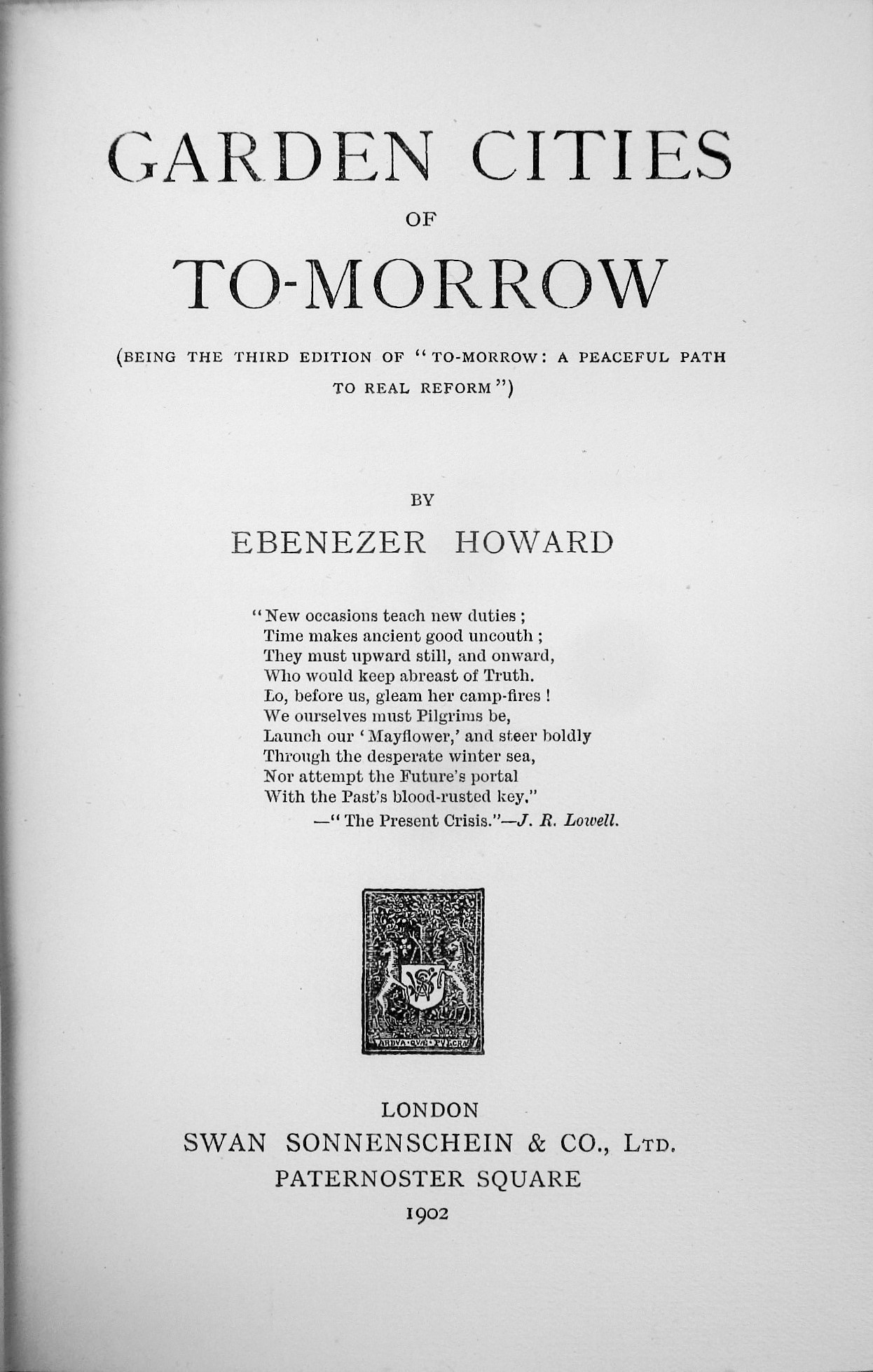
埃比尼泽·霍华德，明日的田园城市
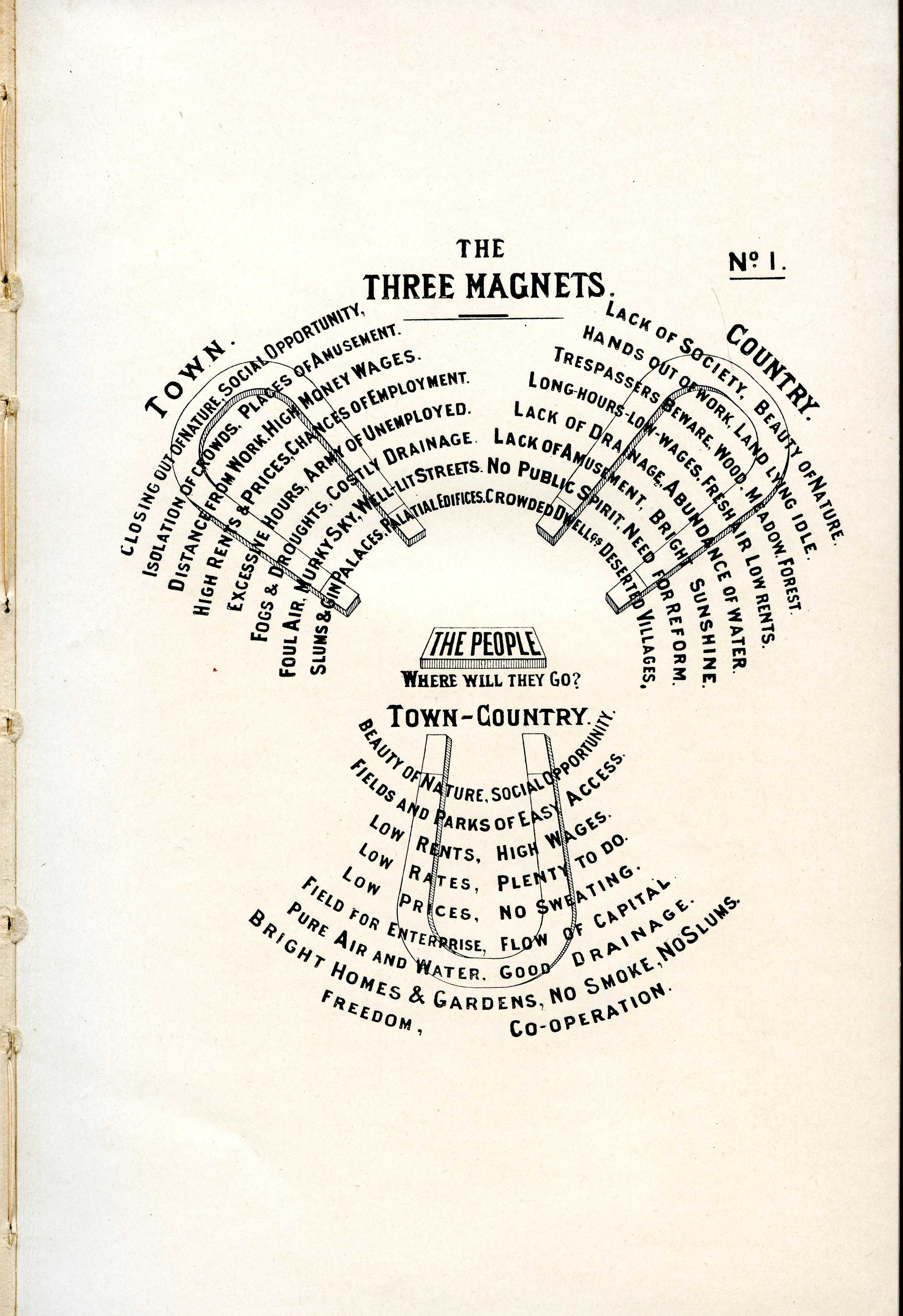
图1（埃比尼泽·霍华德，明日的田园城市）
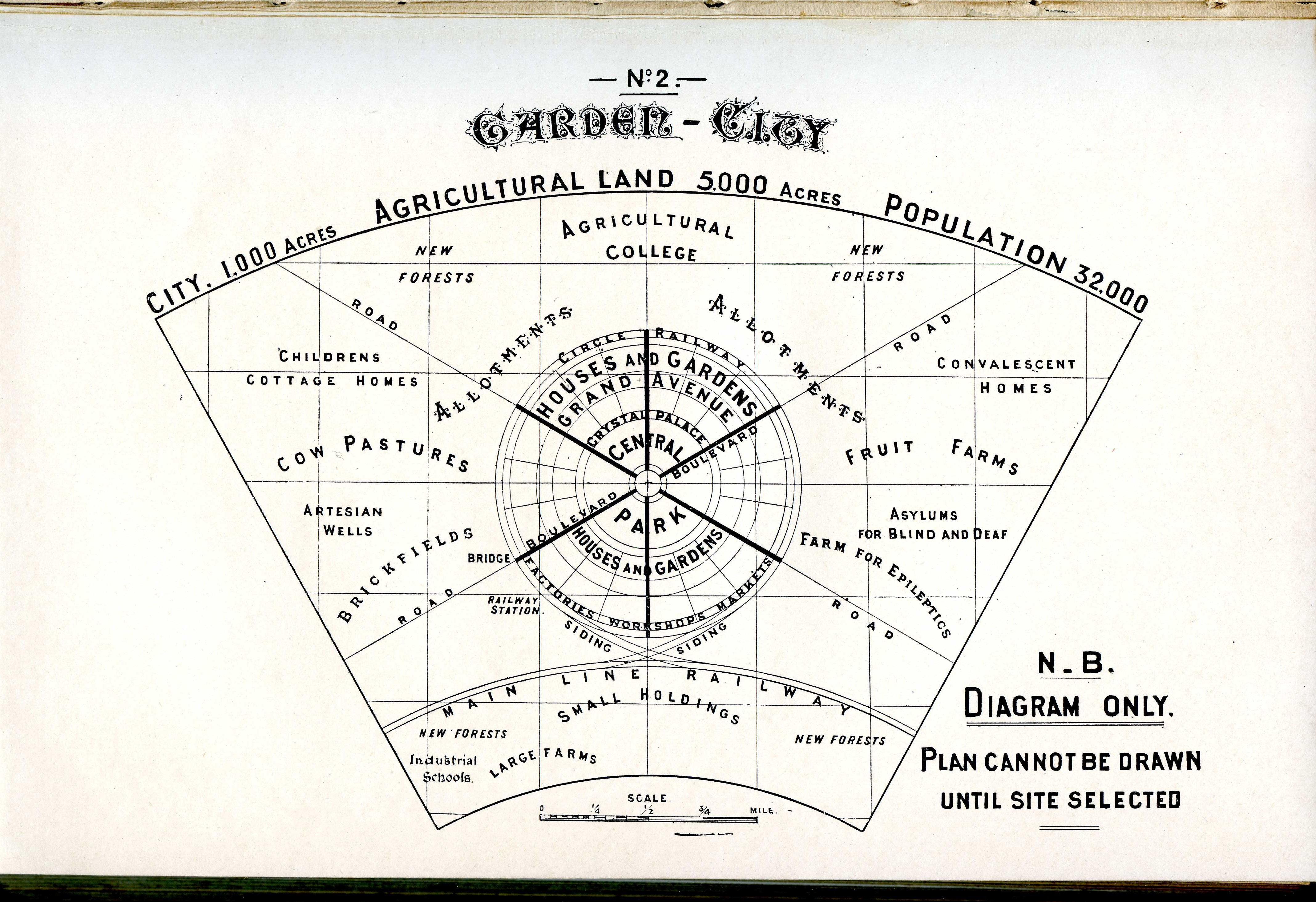
图2（埃比尼泽·霍华德，明日的田园城市）
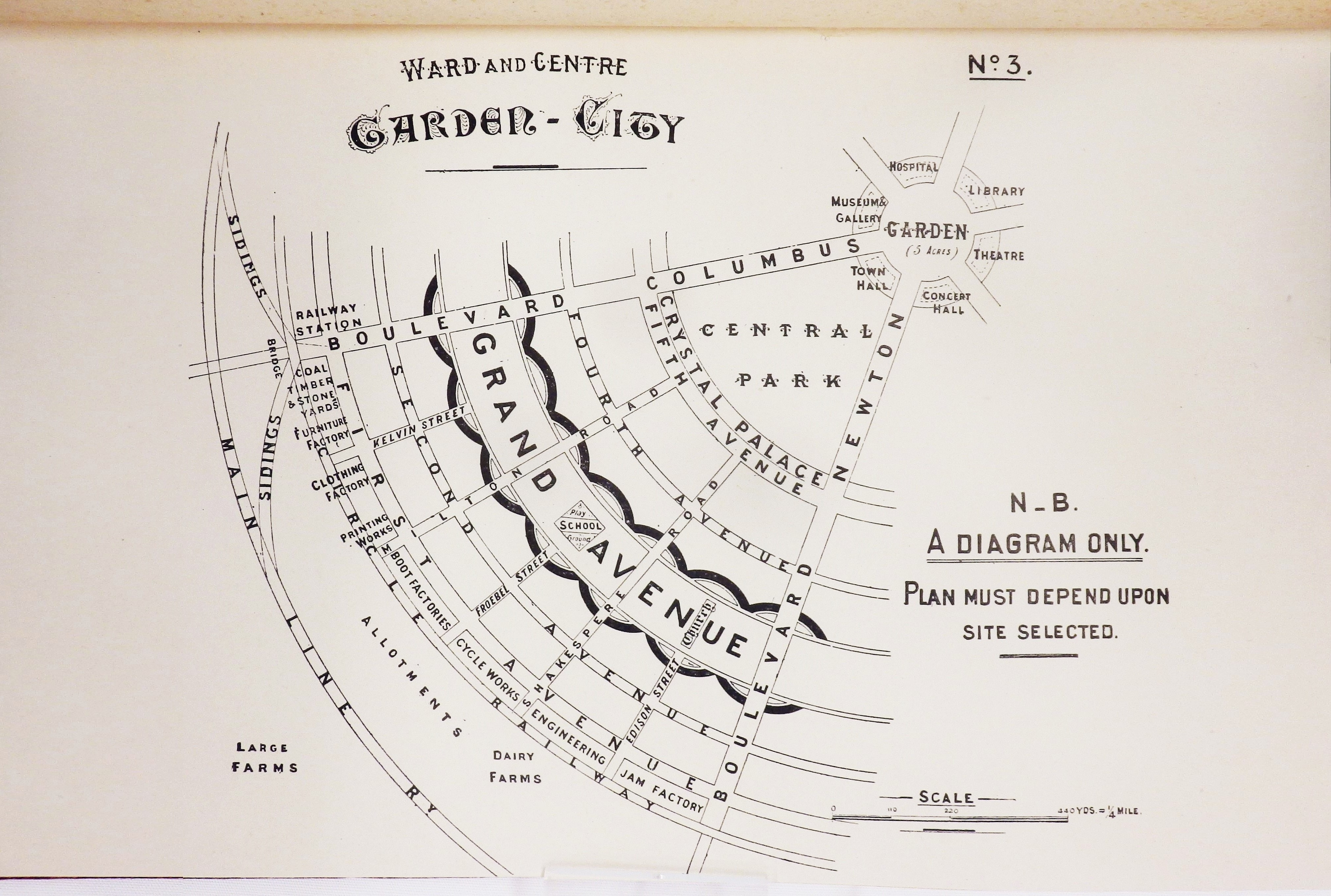
图3（埃比尼泽·霍华德，明日的田园城市）
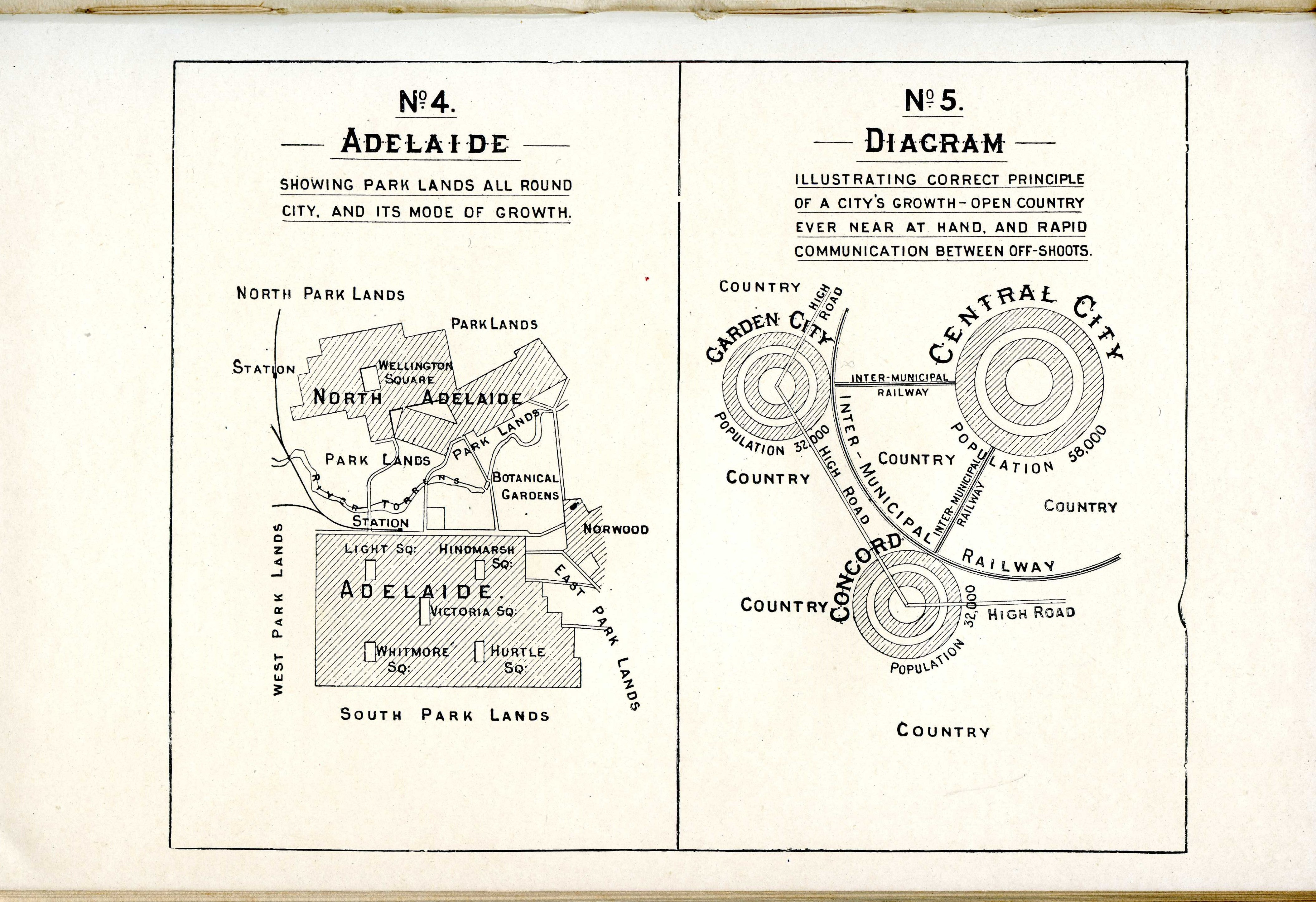
图4（埃比尼泽·霍华德，明日的田园城市）